# 重慶紅衣男孩事件
重慶紅衣男孩事件指的是在2009年11月，於中華人民共和國重慶市巴南區東泉鎮雙星村高石坎發生的一起留守兒童意外死亡事件。由於死者死狀怪異，因此在大陸網友中引發種種猜測，產生了許多此事件為基礎改編的都市傳説在網路上流傳。
2015年，此事件被翻拍為網路電影《陰陽實錄之紅衣男孩》，於2016年初在愛奇藝上線播出。

## 概要

### 案情
2009年11月5日中午12時許，一名農民工匡紀祿從重慶市江北區的工作處回到巴南區東泉鎮雙星村高石坎的家中，為在東泉中學7年級就讀的13歲獨子匡志均送生活費，卻發現其住處大門緊鎖，本來應該用兩塊大木板和一根鋼筋擋住的後門則虛掩。從後門進入屋內後，他發現其子已身亡，死時身著其堂姊的一件大紅色裙裝，貼身穿著其堂姊的泳衣，未穿男性衣物。手腳被繩索捆綁，雙手掛於屋樑，雙腳離地，腳上掛著一個大秤砣，旁邊還有一條長椅被推翻在地。男孩的書包內還有32.5元人民幣。屍檢死者額頭正前方有針孔大小外傷，大腿、雙手、兩肋以及兩腳踝上方都有極深的勒痕，此外再無其他傷口。
死者鄰居形容死者平時雖然貪玩、學習成績不好，但性格老實、待人友善，不會隨便招惹他人，平常亦無穿著女性衣物的習慣。
死者平時在學校住校，但自10月30日放學後，就未再回學校上課長達一週。關於此事校方亦未通知其父母，校方解釋是由於其父的手机無法打通，班主任發現男孩未到校後也聯繫不上其父；而且由於當時流感流行，全校共有30多人未到校上課，校方不可能派人去家中察看。

### 警方結論
11月5日屍體被發現後，巴南區刑偵隊、重庆市公安局的刑警以及法醫先後來到現場進行勘驗。經法醫初步判斷男孩死於48小時以內，也就是11月3日或4日。當日晚間，警方和法醫對死者進行了解剖，並帶走內臟回重慶市區進行檢驗。
12月5日，巴南區警方對死者父親發出兩份通知書。一份是《重慶市公安局巴南區分局不予立案通知書》，寫明「經審查認為，沒有犯罪事實⋯⋯決定不予立案。」另一份則是意外死亡證明，寫明「經市、區兩級刑偵、技術部門調查，匡某死亡事件排除他殺、自殺，屬意外死亡。」但當死者父親追問「意外死亡」的含義時，警方對其表示「比如玩遊戲也可能引起死亡」。死者父親表示不服，表示將向重慶市公安局申請復議並狀告學校未盡到監管責任。
12月10日，死者父親向巴南區警方遞交複議申請，但被拒絕，要求其去巴南區政府信訪辦反映此事，而區政府信訪辦工作人員在其趕到時已下班。
法醫的最後結論為匡某體位性窒息死亡，此結論的根據有5項，包括「死者有異裝癖……父親曾見死者身穿表姐的衣物」、「從現場床上蠟燭滴痕分析，死者……有一定程度的自虐傾向」以及「繩索捆綁方式」。

## 網友猜測
- 有網友根據法醫學知識，猜測死者是死於窒息式性愛，是在換上女性衣物，以窒息方式獲取性快感時意外死亡[4]。

- 有網友用巫術將此事件解釋為他殺取魂魄等[4][5]。